# Ekomuzeum Mazur
Ekomuzea Mazur – sieciowa współpraca wielu stowarzyszeń i organizacji pozarządowych mających na celu przybliżenie historii oraz dziedzictwa przyrodniczego i kulturowego terenu Mazur Garbatych.
Ekomuzeum Mazur składa się z trzech jednostek:
- Ekomuzeum „Trzy Dęby” w Lisach[1]
- Ekomuzeum Żytkiejmski Trójstyk w gminie Dubeninki[1]
- Ekomuzeum „U Jeziorowskich” w gminie Kruklanki[1]

W Ekomuzeum Mazur można tak jak w typowym skansenie zapoznać się z historią lokalną oraz różnymi procesami wytwórczymi np.
- warsztaty plecionkarstwa
- warsztaty kulinarne (pieczenie sękacza, wyrób kartaczy)
- warsztaty wikliniarstwa
- warsztaty rzeźbiarskie
- warsztaty robienia na drutach

Wszystkie działania warsztatowe oparte są na historycznych przekazach i wykorzystują narzędzia i techniki które były obecne na tym terenie od wielu lat.